# Lijst van voetbalinterlands Uruguay - Zuid-Korea
Deze lijst van voetbalinterlands is een overzicht van alle officiële voetbalwedstrijden tussen de nationale teams van Uruguay en Zuid-Korea. De landen speelden tot op heden tien keer tegen elkaar. De eerste ontmoeting, een vriendschappelijke wedstrijd, vond plaats op 20 februari 1982 in Calcutta (India). Het laatste duel, eveneens een vriendschappelijke wedstrijd, werd gespeeld in Seoel op 28 maart 2023.

## Wedstrijden
| №  | Plaats         | Datum            | Competitie        | Wedstrijd            | Uitslag |
| -- | -------------- | ---------------- | ----------------- | -------------------- | ------- |
| 1  | Calcutta       | 20 februari 1982 | Vriendschappelijk | Uruguay – Zuid-Korea | 2 – 2   |
| 2  | Udine          | 21 juni 1990     | WK 1990           | Zuid-Korea – Uruguay | 0 – 1   |
| 3  | Montevideo     | 13 februari 2002 | Vriendschappelijk | Uruguay – Zuid-Korea | 2 – 1   |
| 4  | Seoel          | 8 juni 2003      | Vriendschappelijk | Zuid-Korea – Uruguay | 0 – 2   |
| 5  | Seoel          | 24 maart 2007    | Vriendschappelijk | Zuid-Korea – Uruguay | 0 – 2   |
| 6  | Port Elizabeth | 26 juni 2010     | WK 2010           | Uruguay – Zuid-Korea | 2 – 1   |
| 7  | Goyang         | 8 september 2014 | Vriendschappelijk | Zuid-Korea − Uruguay | 0 − 1   |
| 8  | Seoel          | 12 oktober 2018  | Vriendschappelijk | Zuid-Korea − Uruguay | 2 – 1   |
| 9  | Ar Rayyan      | 24 november 2022 | WK 2022           | Uruguay – Zuid-Korea | 0 − 0   |
| 10 | Seoel          | 28 maart 2023    | Vriendschappelijk | Zuid-Korea − Uruguay | 1 − 2   |

## Samenvatting
| Competitie        | Totaal gespeeld | Winst Uruguay | Gelijk | Winst Zuid-Korea | Doelsaldo Uruguay – Zuid-Korea |
| ----------------- | --------------- | ------------- | ------ | ---------------- | ------------------------------ |
| WK-eindronde      | 3               | 2             | 1      | 0                | 3 − 1                          |
| Vriendschappelijk | 7               | 5             | 1      | 1                | 12 − 6                         |
| Totaal            | 10              | 7             | 2      | 1                | 15 − 7                         |

## Details

### Eerste ontmoeting
| Nehru Cup (Calcutta, India, 20 februari 1982):                             |       |                                           |
| Zuid-Korea                                                                 | 2 – 2 | Uruguay                                   |
| Chung Hae-Won 3' Jang Oi-Ryong 15'                                         | goals | 48' (pen.) Venancio Ramos 65' Amaro Nadal |
| - Debuut van Enzo Francescoli, Amaro Nadal en Jorge da Silva voor Uruguay. |       |                                           |

### Tweede ontmoeting
| WK 1990 (Udine, Italië, 21 juni 1990): |              | |
| Zuid-Korea | 0 – 1        | Uruguay |
| | goals        | 90' Daniel Fonseca |
| Lee Hoi-Taek | bondscoach   | Oscar Tabárez |
| Choi In-Young Park Kyung-Hoon Choi Gang-Hee Yoon Deok-Yeo Chung Jong-Soo Hong Myung-bo Lee Heoung-Sil Choi Soon-Ho Kim Joo-Sung Hwangbo Gwan 82' Byun Byung-Joo 43' | opstellingen | Fernando Álvez Nelson Gutiérrez Hugo De León José Oscar Herrera José Batlle Perdomo Alfonso Domínguez Sergio Daniel Martínez 46' Santiago Ostolaza Enzo Francescoli Rubén Paz 64' Rubén Sosa |
| Hwang Seon-Hong 43' Chung Hae-Won 82' | wissels      | 46' Carlos Aguilera 64' Daniel Fonseca |
| Lee Heoung-Sil 22' Choi Gang-Hee 62' | gele kaarten | 23' Santiago Ostolaza 44' José Oscar Herrera |
| Yoon Deok-Yeo 70' | rode kaarten | |

### Derde ontmoeting
| Vriendschappelijk (Montevideo, Uruguay, 13 februari 2002): |              | |
| Uruguay | 2 – 1        | Zuid-Korea |
| Sebastián Abreu 6' Sebastián Abreu 55' | goals        | 27' Kim Do-Hoon |
| Víctor Púa | bondscoach   | Guus Hiddink |
| Fabián Carini Alejandro Lembo Gonzalo Sorondo 63' Darío Rodríguez Washington Tais 69' Pablo Gabriel García 78' Gianni Guigou Nicolás Olivera 66' Mario Regueiro Richard Morales Sebastián Abreu | opstellingen | Lee Woon-jae Choi Jin-Cheol Lee Im-Saeng 76' Sim Jae-Won Choi Sung-yong Kim Nam-il Song Jong-Gook Lee Young-pyo Lee Eul-Yong 76' Kim Do-Hoon Lee Dong-Gook |
| Joe Bizera 63' Rubén Olivera 66' Gustavo Varela 69' Sebastián Eguren 78' | wissels      | 76' Hyun Young-Min 76' Cha Du-ri |
| Darío Rodríguez 30' Gonzalo Sorondo 34' | gele kaarten | 21' Kim Do-Hoon 26' Lee Im-Saeng |

### Vierde ontmoeting
| Vriendschappelijk (Seoel, Zuid-Korea, 8 juni 2003): |              | |
| Zuid-Korea | 0 – 2        | Uruguay |
| | goals        | 13' Germán Hornos 53' Sebastián Abreu |
| Humberto Coelho | bondscoach   | Juan Ramón Carrasco |
| Lee Woon-jae Park Choong-Kyun 46' Cho Byung-Gook Kim Tae-Young Lee Ki-Hyung 62' Choi Yong-soo 68' Kim Nam-il Yoo Sang-Cheol Lee Eul-Yong 57' Cha Du-ri Seol Ki-hyeon 46'                                            | opstellingen | Gustavo Munúa 59' Cristian González Alejandro Lembo Joe Bizera Alejandro Lago 71' Álvaro Recoba Marcelo Sosa Martín Ligüera 46' Diego Forlán 82' Sebastián Abreu 90' Germán Hornos |
| Lee Young-pyo 46' Lee Cheon-Soo 46' Cho Jae-jin 57' Song Jong-Gook 62' Wang Jung-Hyun 68' | wissels      | 46' Horacio Peralta 59' Cono Aguiar 71' Jorge Andrés Martínez 82' Fabián Estoyanoff 90' Diego Perrone                                                                              |
| - Eerste duel onder leiding van bondscoach Juan Ramón Carrasco van Uruguay, en debuut van Cono Aguiar (CA Fénix), Alejandro Lago (CA Peñarol), Jorge Martínez (Montevideo Wanderers) en Diego Perrone (Danubio FC). |              | |

### Vijfde ontmoeting
| Vriendschappelijk (Seoel, Zuid-Korea, 24 maart 2007): |              | |
| Zuid-Korea | 0 – 2        | Uruguay |
| | goals        | 19' Carlos Bueno 37' Carlos Bueno |
| Pim Verbeek | bondscoach   | Oscar Tabárez |
| Kim Yong-Dae Kim Sang-Sik Kim Dong-Jin Lee Young-pyo 46' Lee Ho Park Ji-sung 46' Oh Beom-seok Cho Jae-jin 70' Kim Jung-woo Seol Ki-hyeon Lee Chun-soo | opstellingen | Fabián Carini 73' Jorge Fucile Carlos Diogo Dario Rodríguez Diego Lugano 83' Pablo Gabriel García 64' Néstor Canobbio Diego Pérez 72' Fabián Estoyanoff 86' Carlos Bueno 89' Álvaro Recoba |
| Kim Chi-Woo 46' Kim Do-Heon 46' Jung Jo-Gook 70' | wissels      | 64' Egidio Arévalo 72' Gonzalo Vargas 73' Pablo Lima 83' Walter Gargano 86' Nicolas Vigneri 89' Carlos Grosmoller                                                                          |
| Ho Lee 28' Kim Jung-Woo 66' | gele kaarten | 61' Carlos Bueno 75' Gonzalo Vargas |
| - Rentree van Carlos Bueno bij Uruguay na twee jaar en tweehonderd dagen. Zijn laatste wedstrijd was tegen Ecuador op 5 september 2004, toen hij het winnende doelpunt voor zijn rekening nam. Zijn afwezigheid in de nationale ploeg was een gevolg van een conflict tussen zijn zaakwaarnemer en zijn voormalige club CA Peñarol, die ook zijn collega-internationals Cristian Rodríguez en Joe Bizera trof. |              | |

### Zesde ontmoeting
| WK 2010 (Port Elizabeth, Zuid-Afrika, 26 juni 2010): |              | |
| Uruguay | 2 – 1        | Zuid-Korea |
| Luis Suárez 8' Luis Suárez 80' | goals        | 68' Lee Chung-yong |
| Oscar Tabárez | bondscoach   | Huh Jung-moo |
| Fernando Muslera Maximiliano Pereira Diego Lugano Diego Godín 46' Jorge Fucile Diego Pérez Egidio Arévalo Álvaro Pereira 74' Edinson Cavani Diego Forlán Luis Suárez 84' | opstellingen | Jung Sung-ryong Cha Du-ri Cho Yong-Hyung Lee Jung-soo Lee Young-pyo Kim Jung-woo 85' Ki Sung-yong Lee Chung-yong 61' Kim Jae-Sung Park Ji-sung Park Chu-young |
| Mauricio Victorino 46' Nicolás Lodeiro 74' Álvaro Fernández 84' | wissels      | 61' Lee Dong-Gook 85' Yeom Ki-Hun |
| | gele kaarten | 38' Kim Jung-woo 69' Cha Du-ri 83' Cho Yong-Hyung |

### Zevende ontmoeting
| Vriendschappelijk (Goyang, Zuid-Korea, 8 september 2014): |              | |
| Zuid-Korea | 0 – 1        | Uruguay |
| | goals        | 67' José María Giménez |
| Shin Tae-yong | bondscoach   | Oscar Tabárez |
| Lee Bum-young Kim Chang-soo Kim Young-gwon Kim Ju-young Cha Du-ri 79' Park Jong-woo 74' Ki Sung-yong Lee Chung-yong Son Hueng-min Lee Myung-joo 58' Lee Dong-gook 71' | opstellingen | Martín Silva 90+4' Maximiliano Pereira José María Giménez Diego Godín Martín Cáceres 90+2' Camilo Mayada Egidio Arévalo 62' Nicolás Lodeiro 24' Cristian Rodríguez 78' Abel Hernández 57' Edinson Cavani |
| Nae Tae-hee 58' Lee Keun-ho 71' Han Kook-young 74' Lee Yong 79' | wissels      | 24' Álvaro Pereira 57' Christian Stuani 78' Diego Rolán 62' Giorgian De Arrascaeta 90+2' Mathías Corujo 90+4' Matías Aguirregaray                                                                        |
| Lee Myung-joo 18' | gele kaarten | |
| - Debuut van Giorgian De Arrascaeta (Defensor Sporting Club) voor Uruguay.                                                                                            |              | |

AUF · A-internationals · Selecties · Bondscoaches · Uruguayaans vrouwenelftal · Olympisch elftal · Uruguay U21 · Uruguay U20 · Uruguay U19 · Uruguay U18 · Uruguay U17
1900 – 1909 ·
1910 – 1919 ·
1920 – 1929 ·
1930 – 1939 ·
1940 – 1949 ·
1950 – 1959 ·
1960 – 1969 ·
1970 – 1979 ·
1980 – 1989 ·
1990 – 1999 ·
2000 – 2009 ·
2010 – 2019 ·
2020 – 2029
WK 1930 · 
WK 1950 · 
WK 1954 · 
WK 1962 · 
WK 1966 · 
WK 1970 ·
WK 1974 · 
WK 1986 · 
WK 1990 · 
WK 2002 · 
WK 2010 · 
WK 2014 · 
WK 2018
OS 1924 · 
OS 1928 ·
OS 2012
1902 · 
1903 · 
1904 · 
1905 · 
1906 · 
1907 · 
1908 · 
1909 ·
1910 · 
1911 · 
1912 · 
1913 · 
1914 · 
1915 · 
1916 · 
1917 · 
1918 · 
1919 ·
1920 · 
1921 · 
1922 · 
1923 · 
1924 · 
1925 · 
1926 · 
1927 · 
1928 · 
1929 ·
1930 · 
1931 · 
1932 · 
1933 · 
1934 · 
1935 · 
1936 · 
1937 · 
1938 · 
1939 ·
1940 · 
1941 · 
1942 · 
1943 · 
1944 · 
1945 · 
1946 · 
1947 · 
1948 · 
1949 ·
1950 · 
1951 · 
1952 · 
1953 · 
1954 · 
1955 · 
1956 · 
1957 · 
1958 · 
1959 ·
1960 · 
1961 · 
1962 · 
1963 · 
1964 · 
1965 · 
1966 · 
1967 · 
1968 · 
1969 ·
1970 · 
1971 · 
1972 · 
1973 · 
1974 · 
1975 · 
1976 · 
1977 · 
1978 · 
1979 ·
1980 · 
1981 · 
1982 · 
1983 · 
1984 · 
1985 · 
1986 · 
1987 · 
1988 · 
1989 ·
1990 ·
1991 · 
1992 · 
1993 · 
1994 · 
1995 · 
1996 · 
1997 · 
1998 · 
1999 · 
2000 · 
2001 · 
2002 · 
2003 · 
2004 · 
2005 · 
2006 · 
2007 · 
2008 · 
2009 · 
2010 · 
2011 · 
2012 · 
2013 · 
2014 · 
2015 · 
2016 ·
2017 ·
2018 ·
2019 ·
2020 ·
2021 ·
2022 ·
2023 ·
2024
Algerije ·
Angola ·
Argentinië ·
Australië ·
België ·
Bolivia ·
Brazilië ·
Bulgarije ·
Canada ·
Chili ·
China ·
Colombia ·
Costa Rica ·
Cuba ·
DDR ·
Denemarken ·
Duitsland ·
Ecuador ·
Egypte ·
Engeland ·
Estland ·
 Finland ·
Frankrijk ·
Georgië ·
Ghana ·
Guatemala ·
Haïti ·
Honduras ·
Hongarije ·
Ierland ·
India ·
Indonesië ·
Irak ·
Iran ·
Israël ·
Italië ·
Ivoorkust ·
Jamaica ·
Japan ·
Joegoslavië ·
Jordanië ·
Libië ·
Luxemburg ·
Maleisië ·
Mexico ·
Marokko ·
Nederland ·
Nicaragua ·
Nieuw-Zeeland ·
Nigeria ·
Noord-Ierland ·
Noorwegen ·
Oekraïne ·
Oezbekistan ·
Oman ·
Oostenrijk ·
Panama ·
Paraguay ·
Peru ·
Polen ·
Portugal ·
Roemenië ·
Rusland ·
Saarland ·
Saoedi-Arabië ·
Schotland ·
Senegal ·
Servië & Montenegro ·
Singapore ·
Slovenië ·
Sovjet-Unie ·
Spanje ·
Tahiti ·
Thailand ·
Trinidad en Tobago · 
Tsjechië ·
Tsjecho-Slowakije ·
Tunesië · 
Turkije ·
Venezuela ·
Verenigde Arabische Emiraten ·
Verenigde Staten ·
Wales ·
Zuid-Afrika ·
Zuid-Korea ·
Zweden ·
Zwitserland
Argentinië (1986) ·
België (1990) ·
Brazilië (1950) · 
Colombia (2014) ·
Costa Rica (2014) ·
Denemarken (1986) ·
Denemarken (2002) ·
Duitsland (2010) ·
Egypte (2018) ·
Engeland (2014) ·
Frankrijk (2002) ·
Frankrijk (2010) ·
Frankrijk (2018) ·
Ghana (2010) ·
Italië (1990) ·
Italië (2014) ·
Mexico (2010) ·
Nederland (1974) ·
Nederland (2010) ·
Portugal (2018) ·
Rusland (2018) ·
Saoedi-Arabië (2018) ·
Schotland (1986) ·
Senegal (2002) ·
Spanje (1990) ·
West-Duitsland (1986) ·
Zuid-Afrika (2010) ·
Zuid-Korea (1990) ·
Zuid-Korea (2010)
KFA · A-internationals · Selecties · Bondscoaches · Zuid-Koreaans vrouwenelftal · Olympisch elftal · Zuid-Korea U21 · Zuid-Korea U20 · Zuid-Korea U19 · Zuid-Korea U18 · Zuid-Korea U17
1940 – 1949 ·
1950 – 1959 ·
1960 – 1969 ·
1970 – 1979 ·
1980 – 1989 ·
1990 – 1999 ·
2000 – 2009 ·
2010 – 2019 ·
2020 − 2029
WK 1954 · 
WK 1986 · 
WK 1990 · 
WK 1994 · 
WK 1998 · 
WK 2002 · 
WK 2006 · 
WK 2010 · 
WK 2014 · 
WK 2018
OS 1948 ·
OS 1964 ·
OS 1988 ·
OS 1992 ·
OS 1996 ·
OS 2000 ·
OS 2004 ·
OS 2008 ·
OS 2012 ·
OS 2016 ·
OS 2020
1948 ·
1949 ·
1950 · 
1951 · 1952 · 
1953 · 
1954 · 
1955 · 
1956 · 
1957 · 
1958 · 
1959 ·
1960 · 
1961 · 
1962 · 
1963 · 
1964 · 
1965 · 
1966 · 
1967 · 
1968 · 
1969 ·
1970 · 
1971 · 
1972 · 
1973 · 
1974 · 
1975 · 
1976 · 
1977 · 
1978 · 
1979 ·
1980 · 
1981 · 
1982 · 
1983 · 
1984 · 
1985 · 
1986 · 
1987 · 
1988 · 
1989 ·
1990 ·
1991 · 
1992 · 
1993 · 
1994 · 
1995 · 
1996 · 
1997 · 
1998 · 
1999 · 
2000 · 
2001 · 
2002 · 
2003 · 
2004 · 
2005 · 
2006 · 
2007 · 
2008 · 
2009 · 
2010 · 
2011 ·
2012 ·
2013 ·
2014 ·
2015 ·
2016 ·
2017 ·
2018 ·
2019 ·
2020 ·
2021 ·
2022 ·
2023 ·
2024
Afghanistan ·
Algerije ·
Angola ·
Argentinië ·
Australië ·
Bahrein ·
Bangladesh ·
België ·
Bolivia ·
Bosnië en Herzegovina ·
Brazilië ·
Brunei ·
Bulgarije ·
Burkina Faso ·
Cambodja ·
Canada ·
Chili ·
China ·
Colombia ·
Costa Rica ·
Cuba ·
Denemarken ·
Duitsland ·
Ecuador ·
Egypte ·
El Salvador ·
Engeland ·
Filipijnen ·
Finland ·
Frankrijk ·
Georgië ·
Ghana ·
Griekenland ·
Guam ·
Guatemala ·
Haïti ·
Honduras ·
Hongarije ·
Hongkong ·
IJsland ·
India ·
Indonesië ·
Irak ·
Iran ·
Israël ·
Italië ·
Ivoorkust ·
Jamaica ·
Japan ·
Jemen ·
Joegoslavië ·
Jordanië ·
Kameroen ·
Kazachstan ·
Kenia ·
Kirgizië ·
Koeweit ·
Kroatië ·
Laos ·
Letland ·
Libanon ·
Libië ·
Luxemburg ·
Macau ·
Malediven ·
Maleisië ·
Mali ·
Malta ·
Marokko ·
Mexico ·
Moldavië ·
Mongolië ·
Myanmar ·
Nederland ·
Nepal ·
Nieuw-Zeeland ·
Nigeria ·
Noord-Ierland ·
Noord-Korea ·
Noord-Macedonië ·
Noorwegen ·
Oekraïne ·
Oezbekistan ·
Oman ·
Pakistan ·
Palestina ·
Panama ·
Paraguay ·
Peru ·
Polen ·
Portugal ·
Qatar ·
Roemenië ·
Rusland ·
Saoedi-Arabië ·
Schotland ·
Senegal ·
Servië ·
Servië en Montenegro ·
Singapore ·
Slowakije ·
Soedan ·
Spanje ·
Sri Lanka ·
Syrië ·
Tadzjikistan ·
Taiwan ·
Thailand ·
Togo ·
Trinidad en Tobago ·
Tsjechië ·
Tunesië ·
Turkije ·
Turkmenistan ·
Uruguay ·
Venezuela ·
Verenigde Arabische Emiraten ·
Verenigde Staten ·
Vietnam ·
Wales ·
Wit-Rusland ·
Zambia ·
Zuid-Jemen ·
Zuid-Vietnam ·
Zweden ·
Zwitserland
Algerije (2014) · 
Australië (2015, 2) ·
België (2014) · 
Duitsland (2018) · 
Frankrijk (2006) · 
Griekenland (2010) ·
Mexico (2018) ·
Nigeria (2010) · 
Portugal (2022) · 
Rusland (2014) · 
Togo (2006) · 
Zweden (2018) ·
Zwitserland (2006)